# تائیکی آرای
تائیکی آرای (ژاپنی: 新井 泰貴؛ زادهٔ ۱۹ ژوئن ۱۹۹۷) یک بازیکن فوتبال اهل ژاپن است.
از باشگاه‌هایی که در آن بازی کرده‌است می‌توان به باشگاه فوتبال گاینار توتوری اشاره کرد.